# Хирсово (Благоєвградська область)
Хи́рсово (болг. Хърсово) — село в Благоєвградській області Болгарії. Входить до складу общини Санданський.

## Населення
За даними перепису населення 2011 року у селі проживали 245 осіб, з них 243 особи (99,6%) — болгари.
Розподіл населення за віком у 2011 році:
Динаміка населення: